# Corona 99
Corona 99 (również: Multi Research Payload Vehicle, MRPV, Frankensat, Starfish Radiation 2, OPS 3373, FTV-1602) – amerykański satelita naukowy zrealizowany przez Siły Powietrzne USA w ramach programu wywiadowczego Corona. Satelita nie osiągnął orbity. W wyniku silnego wiatru rakieta została zniszczona, a satelita spadł na Ziemię, na przyczepę kempingową – bez żadnych ofiar.

## Budowa
Satelitę stanowił zmodyfikowany człon Agena D. Satelita miał masę około 1100 kg. Za jego budowę odpowiadały firmy Lockheed Martin, Allis Chalmers, a także Aerospace Corporation, Thompson Ramo-Wooldridge, Uniwersytet w Heidelbergu, Uniwersytet Harvarda, University of Maryland, General Electric i in.
Statek składał się z 21 instrumentów naukowych umieszczonych w Agenie:
- eksperyment pomiaru nocnej poświaty Ziemi

Eksperyment miał za zadanie obserwować poświatę Ziemi na czterech długościach fal (391,4 nm, 557,7 nm, 573,5 nm i 630 nm) i szukać korelacji z cząstkami energetycznymi przechwytywanymi przez puszkę Faradaya. Dzienną półkulę obserwować miał monochromator Fastiego-Eberta, w zakresie 160-320 nm. Instrument uzupełniał detektor promieniowania rentgenowskiego.
- minisatelita Satellite High Frequency Ionospheric Project (SHIP) (indeks NORAD: F00359)

Był to mały satelita do badań propagacji fal radiowych, który miał odłączyć się od MRPV po kilku minutach po osiągnięciu orbity. Lecąc w formacji z MRPV miano za jego pomocą badać propagację fal między oboma satelitami, oraz między nimi a stacjami naziemnymi.
- próbnik częstotliwościowy plazmy
- analizator potencjału opóźnionego
- miernik erozji (erosion gauge)
- miernik impedancji (rawer probe)
- magnetometr
- miernik promieniowania kosmicznego
- miernik potencjału elektrycznego satelity
- puszka Faradaya
- czujnik horyzontu
- ogniwo paliwowe
- radiometry RM-12 i RM-15
- kamera TV
- GRF-5
- eksperyment rezonansu protonów AFCRL 573
- RFI
- Bio-cell
- antena 65-161 PRF
- eksperyment transportu ciepła (Potassium Heat Transfer).

## Start i Frankensat
Pierwsza próba startu z 31 sierpnia 1965 (godz. 07:05 czasu lokalnego) została przerwana na sekundę przed startem z powodu usterki elektronicznej.
Start MRPV w dniu 2 września 1965 (godz. 20:00:16 UTC) z kosmodromu Vandenberg został opóźniony o 45 minut z uwagi na pociąg przejeżdżający przez strefę bezpieczeństwa startu. Start początkowo przebiegał normalnie, ale silny wiatr na większych wysokościach zaczął spychać rakietę w kierunku lądu. Odchylenie od planowanego toru lotu przekroczyło w końcu ponad 335 metrów, przechodząc przez linię, po przekroczeniu której oficer bezpieczeństwa kosmodromu zobowiązany jest zainicjować procedurę samozniszczenia rakiety (w około 60 sekundzie lotu na wysokości 11 km).
Szczątki rakiety i ładunku spadły jednak częściowo na ląd. Duży fragment satelity spadł na zamieszkałą przez kobietę w ciąży i jej dwoje dzieci przyczepę kempingową. Ponieważ upadł on mniej więcej pośrodku przyczepy, a matka i dzieci znajdowały się akurat w przeciwnych jej krańcach, nikomu nic się nie stało.
Na to, że procedura bezpieczeństwa nie spełniła swojej roli, mogły mieć wpływ dwa czynniki:
1. Rakieta została wyposażona w niestandardową, dużą osłonę aerodynamiczną, dla której nie opracowano nowych parametrów granicznych lotu.
2. Oficer bezpieczeństwa nie zdetonował rakiety od razu, czekając chwilę czy nie powróci ona na kurs.

Nieudany start otrzymał oznaczenie 1965-F10 w katalogu COSPAR i F00358 w katalogu NORAD.
Z uwagi na jego konstrukcję i wygląd, a także to, że kilka elementów satelity zostało powtórnie wykorzystanych, prasa nadała mu określenie Frankensat. Radiometry RM-12 i RM-15 trafiły na satelitę KH-4A 43. Odzyskane ogniwo paliwowe zostało po trzech miesiącach składowania odesłane do firmy Allis Chalmers. Tam zostało naprawione i przepracowało na Ziemi ponad 200 godzin.